# 포사이트가 이야기
포사이트가 이야기(The Forsyte Saga, 1922년)는 존 골즈워디의 소설이다.
<재산가>(1906), <궁지>(1920), <셋집>(1921)의 3부작. 포사이트가(家) 일족(一族)의 소유욕을 묘사하였다. 1부에서는 노(老) 조리온의 손녀 준이 건축가 보시니와 약혼한다. 그러나 돈이 없는 그 청년을 경멸한다. 한편 조리온의 조카 솜즈는 새 저택(邸宅)의 건축을 보시니에게 맡긴다. 그런데 훌륭한 집을 지으려고 열중한 나머지 보시니는 예산을 초과해 버리고 또 약혼녀인 준마저 잊고 한때 솜즈의 아리따운 아내 아이린을 사랑하게 된다. 이에 분격한 솜즈는 예산 초과를 트집잡아 보시니를 고소한다. 건축가는 재판에 지고 자살한다. 2부와 3부에는 이혼한 솜즈와 아이린과 그리고 재혼하여 낳은 그 아이들의 연애를 묘사한다. 솜즈로 대표되는―심지어 자기의 아내까지를 소유물의 하나로 보는―포사이트 일가의 물욕에 남녀의 애정을 대립시켜 그들간의 갈등을 그린 작품이다.